# Syllis tiedemanni
Syllis tiedemanni är en ringmaskart som beskrevs av Delle Chiaje 1841. Syllis tiedemanni ingår i släktet Syllis och familjen Syllidae. Inga underarter finns listade i Catalogue of Life.